# 尾澤木彫美術館
尾澤木彫美術館（おざわもくちょうびじゅつかん、英語: Ozawa Wooden Sculpture Art Museum）は、長野県上田市に所在する美術館。

## 概要
彫刻の中でも特に木彫を専門とする美術館である。農民美術運動の第一人者である尾澤千春が制作した木彫作品と、その息子である尾澤敏春が制作した木彫作品が収蔵されており、その数は1500点に及んでいる。それに加えて、世界各地から集めた木彫人形が収蔵されており、その数は1200点に達している。

## 特色
尾澤木彫美術館の建屋は、明るいオレンジ色の瓦による三角屋根が特徴的な洋館である。この建屋は、新潟県の山間豪雪地より寄棟中門造の民家を移築したものである。もともとは茅葺屋根の古い民家であったが、移築に際してこれを洋風に改装し、洋館にしたものである。
館内には、飾額や飾鉢といった装飾品を中心に展示されている。そのほかにも、大小の箱類や盆、菓子器といった実用品も展示されている。このように、長野県で盛んになった農民美術の作品を多数鑑賞することができる。さらに、世界各地の木彫人形のコレクションが展示されている。

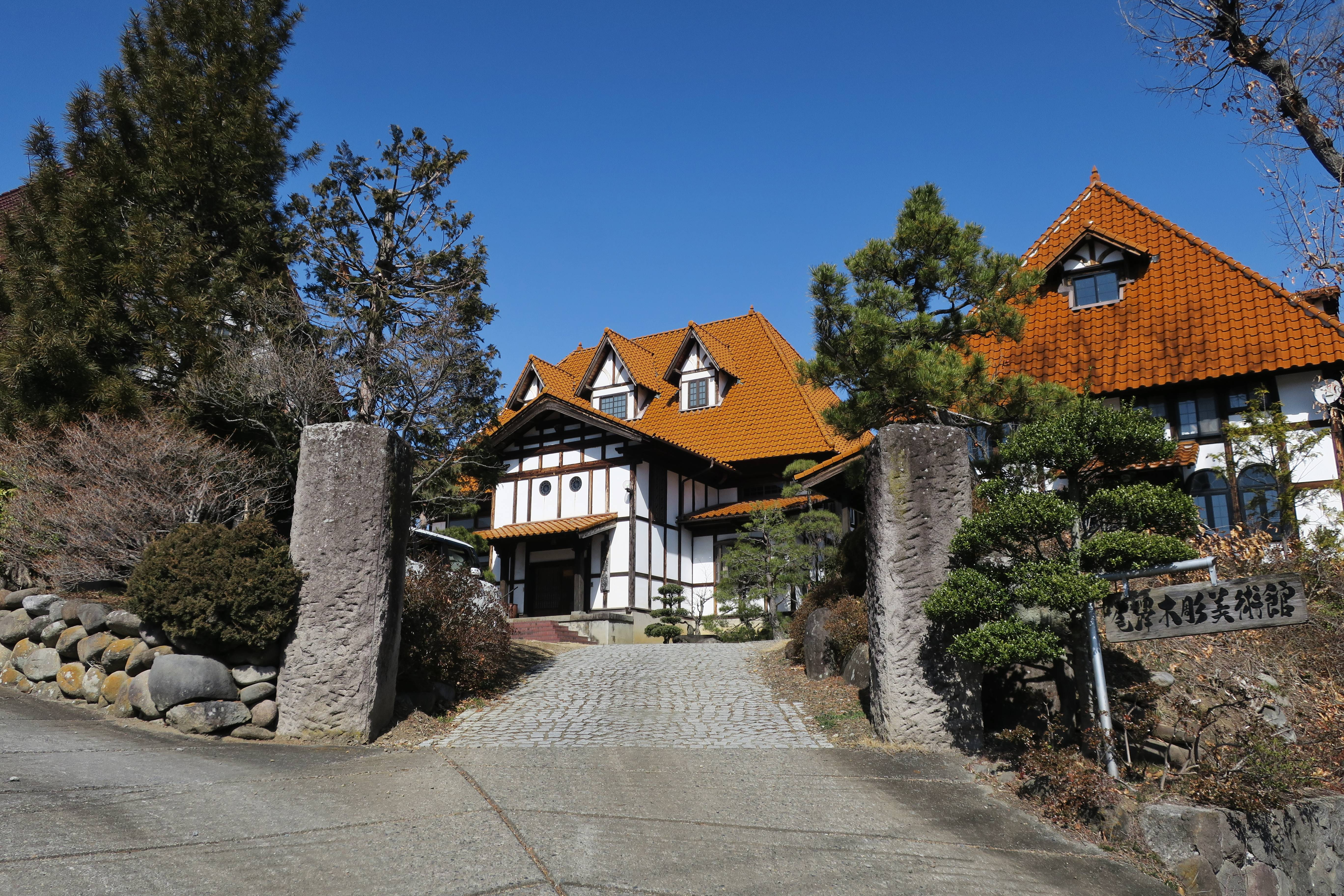
門柱
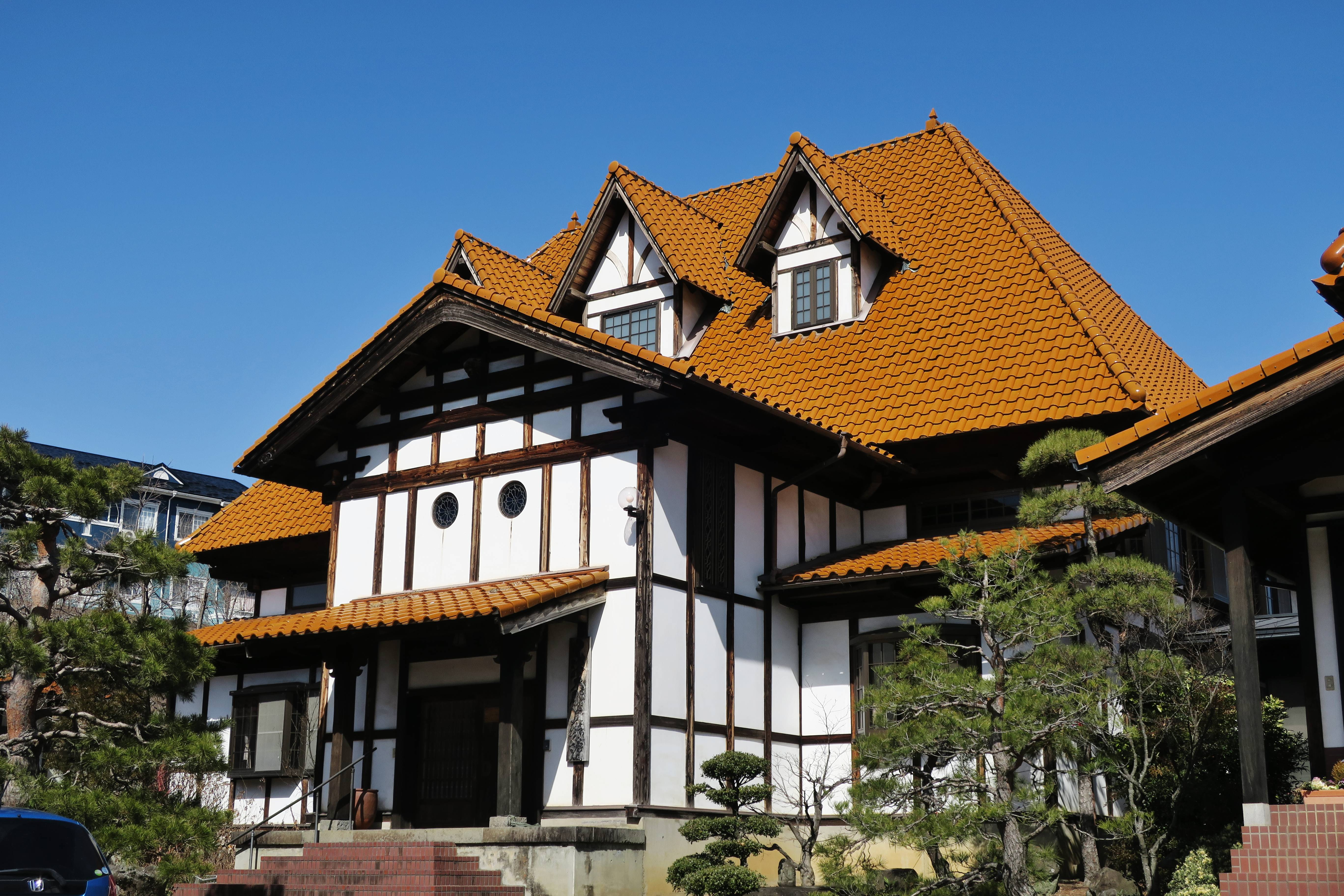
建屋

## 沿革
尾澤千春は1915年に生まれ、初代中村實の下で木彫など工芸を学んだ。初代實は、版画家の山本鼎の一番弟子として知られ、農民美術運動を代表する一人として知られている。その後、1975年になると、千春は長野県上田市に「木彫館」を設立した。1989年になると、千春は同じく長野県上田市にて「尾澤木彫美術館」を開設した。

## 名称
尾澤千春の姓は「尾澤」であるが、標準漢字表や当用漢字表の導入により「澤」が「沢」の旧字体とされたため、俗に「尾沢」と表記されることもある。当用漢字表導入後に出版された千春の自著においても、「尾沢」と表記しているものがある。ただし、千春の作品を展示する尾澤木彫美術館では、旧字体の「尾澤」表記を採っている。
また、「尾澤木彫美術館」の読み方は「おざわもくちょうびじゅつかん」であるが、誤って「おざわきぼりびじゅつかん」と表記している資料も散見される。

## 開館時間
- 4 - 10月：09:00 - 18:00
- 11 - 3月：09:00 - 17:00

## 交通アクセス

### 鉄道
- しなの鉄道線：信濃国分寺駅[11]

### バス
- 千曲バス鹿教湯線：神川停留所
- オレンジバス神川・神科コース：神川停留所

### 高速道路
- 上信越自動車道：上田菅平インターチェンジ[11]

### 註釈
1. ↑  初代中村實の長男である中村孝が、のちに二代目中村実を襲名している。また、二代目中村実の二男である中村羊介が、のちに三代目中村実を襲名している。

## 関連人物
- 尾澤千春
- 山本鼎

## 関連文献
- 週刊時事編集部編『この人・その事業』10巻、時事通信社、1968年。NCID BN09668505
- 尾沢千春著『信州の木彫り』千春工房、1975年。
- 尾沢千春著『木彫りに生きる』尾沢千春、1985年。NCID BB17546837